# Баденська республіка
Баденська республіка (нім. Republik Baden) — німецька земля, що існувала за часів Веймарської республіки, утворена після скасування Великого герцогства Баденського в 1918 році.
Зараз у складі сучасної німецької землі Баден-Вюртемберг.

## Історія

### Революція в Бадені
Через революцію, яка загрожувала Німецькій імперії в останні дні Першої світової війни, державне міністерство Великого герцогства Баден прийняло виборчу реформу 2 листопада 1918 року в останній спробі зберегти там монархію.
8 листопада в Ларі та Оффенбурзі були створені робітничі та солдатські ради.
Наступного дня подібні ради були створені в Мангаймі та Карлсруе, і уряд Бадіше пішов у відставку.
10 листопада 1918 року революціонери в Карлсруе сформували тимчасовий уряд, а наступного дня відбулися збори різних революційних рад.
13 листопада великий герцог Фрідріх II склав усі урядові обов'язки; він зрештою зрікся престолу 22 листопада після зречення свого двоюрідного брата кайзера Вільгельма II (оголошено 9 листопада та офіційно оформлено 28 листопада).
14 листопада 1918 року тимчасовий уряд оголосив про створення Вільної Народної Республіки Баден (Frie Volksrepublik Baden) і призначив 5 січня 1919 року датою нових виборів.

## Республіка
12 січня 1919 року було створено національні збори, де християнсько-демократична Партія Центру стала найсильнішою партією, випередивши лівоцентристську СДПН.
Разом ці дві партії набрали 91,5 % усіх голосів.
1 квітня Баденський парламент (ландтаг) сформував уряд з членів Веймарська коаліція.
До 1933 року в Бадені в основному керувала Партія Центру.
21 березня 1919 року ландтаг одноголосно прийняв нову конституцію.
Референдум
схвалив конституцію 13 квітня. Це всенародне голосування було першим в історії Німеччини, а Баденська конституція була єдиною, прийнятою всенародним голосуванням у Німеччині у Веймарський період.

### Комуністичне повстання
Курт Айснер, незалежний соціал-демократичний (USPD) міністр-президент Народної держави Баварія, був убитий 21 лютого 1919 року.
Баденська USPD і Комуністична партія Німеччини (KPD) провели демонстрацію жалоби за Айснером у Мангаймі 22 лютого, яку відвідували 10 000-40 000 осіб.
Альберт Стольценбург, чиновник KPD, проголосив радянську республіку, не порадившись з іншими організаторами заходу.
1000 людей вийшли на демонстрацію до Мангаймського палацу, де були деякі судові департаменти.
Загін увірвався в замок, звільнив полонених, спалив документи.
У решті міста спалахнули заворушення.
110-й піхотний полк, вважаючи, що до цього причетна СДПН, охоче роззброївся, а поліція не вжила жодних дій.
Поліція розпочала боротьбу із повстанціями 23 лютого.
Того ж дня в Мангаймі була створена Революційна робітнича рада.
У відповідь на повстання французькі солдати заблокували мости вздовж Рейну.
Уряд Бадена оголосив надзвичайний стан і заборонив усі зібрання, демонстрації, роздачу памфлетів і публічне носіння зброї.
Було введено комендантську годину з 19:00 і припинено залізничне сполучення з містом.
23 лютого на зустрічі між СДПН, УСПН і КПН було досягнуто угоди, згідно з якою радянська республіка була розпущена.
Надзвичайний стан було скасовано наступного дня, окрім Мангайма.
5 березня уряд оголосив, що 110-й піхотний полк буде виведено з Мангайма та замінений іншим батальйоном для підтримки поліції.
КПН закликала до загального страйку проти цього рішення.
2-й добровольчий батальйон був переведений з Брухзаля до Мангайма 7 березня і допоміг поліції в арешті лідерів повстання та в'язнів, звільнених із замку.

### За часів Гітлера
Після захоплення влади соціал-націоналістами Баден, як і всі інші німецькі держави, зазнав Гляйхшальтунг.
8 березня 1933 року Роберт Генріх Вагнер був направлений до Бадена як рейхскомісар поліції та змінив обраного президента Бадена через три дні. Після введення в дію «Тимчасового закону та Другого закону про координацію держав з Рейхом» 7 квітня Вагнера було призначено на нову посаду Рейхсштаттальтера (рейхс-губернатора).
На той момент Вальтер Келер був призначений соціал-націоналістами міністром-президентом, хоча виконавча влада в регіоні справді належала Вагнеру, який також був гауляйтером соціал-націоналістичної партії Бадену.
Крім того, 30 січня 1934 року уряд Рейху прийняв «Закон про реконструкцію Рейху», формально скасовуючи ландтадж усіх земель і передаючи суверенітет земель центральному уряду.
У серпні 1940 — травні 1945 року Гау Баден був перейменований на «Баден-Ельзас» і розширений на захід, щоб включити окупований французький район Ельзас.

### Повоєнний
Через окупацію союзниками повоєнної Німеччини Баден був поділений між американською та французькою окупаційними зонами.
Поділ було зроблено таким чином, що автобан, що сполучає Карлсруе та Мюнхен (сьогодні A8), повністю містився в американській зоні.
19 вересня 1945 року північна американська територія стала частиною землі Вюртемберг-Баден,
тоді як південна половина була передана французькій адміністрації та стала землею Південний Баден або просто «Баден». Таким чином Республіка Бадена було розпущено. Згодом обидва утворення стали складовими землями Західної Німеччини після її заснування 23 травня 1949 року.
Пізніше вони були возз'єднані та об'єднані з землею Вюртемберг 23 квітня 1952 року, щоб утворити нову землю Баден-Вюртемберг.